# Łomża
Łomża este un municipiu în Polonia, cel mai mare oraș din Ținutul Łomża. În ciuda faptului că fac parte din punct de vedere administrativ din Voievodatul Podlaskie, Łomża și regiunea sa fac parte integrantă din Mazovia în termeni de istorie, cultură și etnografie.
În oraș există o industrie a berii sub cu același nume ca și orașul.